# Moorcroft (Wyoming)
Moorcroft város az USA Wyoming államában, Crook megyében. Lakosainak száma 946 fő (2020. április 1.).

## Népesség
A település népességének változása:

| 2010 | 1 009 |
| 2020 | 946   |